# Commonwealth Games 2022/Bowls – Vierer (Männer)
Der Vierer der Frauen im Bowls bei den Commonwealth Games 2022 wurde vom 2. bis 6. August 2022 ausgetragen. Im Finale konnte sich Nordirland mit 18:5 gegen Indien durchsetzen.

## Format
Die 17 Mannschaften wurden in vier Gruppen aufgeteilt, eine Gruppe mit fünf Mannschaften, drei weitere mit jeweils vier Teams. In diesen spielte jedes Team einmal gegen jedes andere und die jeweils beiden Gruppenbesten qualifizierten sich für das Viertelfinale. Von dort an wurde im K.-o.-System die Commonwealth-Sieger ermittelt.

## Teilnehmer
| Nation       | Teilnehmer |
| ------------ | --- |
| Australien   | Barry Lester Corey Wedlock Ben Twist Carl Healey                                                                 |
| Brunei       | Bahren Abdul Rahman Mohd Hazmi HJ Idris Haji Amli Gafar Haji Osman Haji Yahya                                    |
| Cookinseln   | Aidan Zittersteijn Alex Kairua Jason Lindsay Royden Aperau                                                       |
| England      | Jamie Chestney Sam Tolchard Louis Ridout Nick Brett                                                              |
| Fidschi      | Jushal Pillay Rajnesh Prasad Martin Fong David Aitcheson                                                         |
| Indien       | Chandan Kumar Singh Dinesh Kumar Navneet Singh Sunil Bahadur                                                     |
| Jersey       | Malcolm de Sousa Greg Davis Derek Boswell Scott Ruderham                                                         |
| Kanada       | Robert Law Cameron Lefresne John Bezear Greg Wilson                                                              |
| Malta        | Shaun James Parnis Mark Anthony Malogorski Peter John Ellul Troy Loimer                                          |
| Malaysia     | Izzat Shameer Dzulkeple Muhammad Soufi Rusli Mohammad Syamil Syazwan Ramli Muhammad Idham Amin Ramlan            |
| Niue         | Norman Siosiua Mitimeti Kolonisi Hafoniuone Polima Leslie George Kerisome Lagatule Dalton Emani Makamau Tagelagi |
| Nordirland   | Martin McHugh Ian McClure Adam McKeown Sam Barkley                                                               |
| Norfolkinsel | Trevor Gow John Christian Tim Sheridan Hadyn Evans                                                               |
| Neuseeland   | Andrew Kelly Ali Forsyth Tony Grantham Mike Galloway                                                             |
| Schottland   | Paul Foster Alex Marshall Darren Burnett Stewart Anderson                                                        |
| Südafrika    | Petrus Breitenbach Wayne Rittmuller Bradley Robinson Prince Neluonde                                             |
| Wales        | Jonathan Tomlinson Ross Owen Owain Dando Jarred Breen                                                            |

## Gruppenphase

### Gruppe A
| Nation     | Spiele | gew. | unent. | verl. | Pkt. gew. | Pkt verl. | Pkt diff. | Punkte |
| ---------- | ------ | ---- | ------ | ----- | --------- | --------- | --------- | ------ |
| Schottland | 4      | 3    | 0      | 1     | 58        | 42        | +16       | 9      |
| Neuseeland | 4      | 2    | 0      | 2     | 59        | 54        | +5        | 6      |
| Südafrika  | 4      | 2    | 0      | 2     | 56        | 57        | −1        | 6      |
| Jersey     | 4      | 2    | 0      | 2     | 51        | 58        | −7        | 6      |
| Malta      | 4      | 1    | 0      | 3     | 52        | 65        | −13       | 3      |

| Nation 1                  | Ergebnis                  | Nation 2                  |
| 2. August 2022, 16:30 Uhr | 2. August 2022, 16:30 Uhr | 2. August 2022, 16:30 Uhr |
| ------------------------- | ------------------------- | ------------------------- |
| Schottland                | 17:90                     | Malta                     |
| Neuseeland                | 22:90                     | Jersey                    |
| 3. August 2022, 15:00 Uhr |                           |                           |
| Neuseeland                | 13:14                     | Südafrika                 |
| Jersey                    | 19:11                     | Malta                     |
| 3. August 2022, 18:00 Uhr |                           |                           |
| Schottland                | 08:13                     | Jersey                    |
| Südafrika                 | 15:19                     | Malta                     |
| 4. August 2022, 15:00 Uhr |                           |                           |
| Schottland                | 15:10                     | Südafrika                 |
| Neuseeland                | 14:13                     | Malta                     |
| 4. August 2022, 18:00 Uhr |                           |                           |
| Schottland                | 18:10                     | Neuseeland                |
| Südafrika                 | 17:10                     | Jersey                    |

### Gruppe B
| Nation     | Spiele | gew. | unent. | verl. | Pkt. gew. | Pkt verl. | Pkt diff. | Punkte |
| ---------- | ------ | ---- | ------ | ----- | --------- | --------- | --------- | ------ |
| Kanada     | 3      | 3    | 0      | 0     | 50        | 22        | 28        | 9      |
| Nordirland | 3      | 2    | 0      | 1     | 45        | 28        | 17        | 6      |
| Australien | 3      | 1    | 0      | 2     | 32        | 39        | −7        | 3      |
| Niue       | 3      | 0    | 0      | 3     | 19        | 57        | −38       | 0      |

| Nation 1                  | Ergebnis                  | Nation 2                  |
| 2. August 2022, 16:30 Uhr | 2. August 2022, 16:30 Uhr | 2. August 2022, 16:30 Uhr |
| ------------------------- | ------------------------- | ------------------------- |
| Australien                | 18:80                     | Niue                      |
| Nordirland                | 12:13                     | Kanada                    |
| 3. August 2022, 15:00 Uhr |                           |                           |
| Australien                | 06:19                     | Kanada                    |
| Nordirland                | 21:70                     | Niue                      |
| 3. August 2022, 18:00 Uhr |                           |                           |
| Australien                | 08:12                     | Nordirland                |
| Kanada                    | 18:40                     | Niue                      |

### Gruppe C
| Nation     | Spiele | gew. | unent. | verl. | Pkt. gew. | Pkt verl. | Pkt diff. | Punkte |
| ---------- | ------ | ---- | ------ | ----- | --------- | --------- | --------- | ------ |
| England    | 3      | 3    | 0      | 0     | 68        | 29        | +39       | 9      |
| Indien     | 3      | 2    | 0      | 1     | 45        | 41        | +4        | 6      |
| Cookinseln | 3      | 1    | 0      | 2     | 35        | 55        | −20       | 3      |
| Fidschi    | 3      | 0    | 0      | 3     | 29        | 52        | −23       | 0      |

| Nation 1                  | Ergebnis                  | Nation 2                  |
| 2. August 2022, 16:30 Uhr | 2. August 2022, 16:30 Uhr | 2. August 2022, 16:30 Uhr |
| ------------------------- | ------------------------- | ------------------------- |
| England                   | 25:10                     | Cookinseln                |
| Indien                    | 14:11                     | Fidschi                   |
| 3. August 2022, 15:00 Uhr |                           |                           |
| England                   | 23:80                     | Fidschi                   |
| Indien                    | 20:10                     | Cookinseln                |
| 3. August 2022, 18:00 Uhr |                           |                           |
| England                   | 20:11                     | Indien                    |
| Fidschi                   | 10:15                     | Cookinseln                |

### Gruppe D
| Nation       | Spiele | gew. | unent. | verl. | Pkt. gew. | Pkt verl. | Pkt diff. | Punkte |
| ------------ | ------ | ---- | ------ | ----- | --------- | --------- | --------- | ------ |
| Wales        | 3      | 2    | 1      | 0     | 59        | 22        | +37       | 7      |
| Malaysia     | 3      | 2    | 1      | 0     | 52        | 31        | +21       | 7      |
| Norfolkinsel | 3      | 1    | 0      | 2     | 36        | 42        | −6        | 3      |
| Brunei       | 3      | 0    | 0      | 3     | 14        | 66        | −52       | 0      |

| Nation 1                  | Ergebnis                  | Nation 2                  |
| 2. August 2022, 16:30 Uhr | 2. August 2022, 16:30 Uhr | 2. August 2022, 16:30 Uhr |
| ------------------------- | ------------------------- | ------------------------- |
| Wales                     | 19:80                     | Norfolkinsel              |
| Malaysia                  | 21:80                     | Brunei                    |
| 3. August 2022, 15:00 Uhr |                           |                           |
| Wales                     | 28:20                     | Brunei                    |
| Malaysia                  | 19:11                     | Norfolkinsel              |
| 3. August 2022, 18:00 Uhr |                           |                           |
| Wales                     | 12:12                     | Malaysia                  |
| Brunei                    | 4:17                      | Norfolkinsel              |

## Endrunde

### Viertelfinale
| Nation 1                  | Ergebnis                  | Nation 2                  |
| 5. August 2022, 12:00 Uhr | 5. August 2022, 12:00 Uhr | 5. August 2022, 12:00 Uhr |
| ------------------------- | ------------------------- | ------------------------- |
| Schottland                | 15:18                     | Nordirland                |
| Kanada                    | 10:14                     | Indien                    |
| England                   | 16:10                     | Malaysia                  |
| Wales                     | 18:16                     | Neuseeland                |

### Halbfinale
| Nation 1                  | Ergebnis                  | Nation 2                  |
| 5. August 2022, 16:30 Uhr | 5. August 2022, 16:30 Uhr | 5. August 2022, 16:30 Uhr |
| ------------------------- | ------------------------- | ------------------------- |
| Nordirland                | 18:90                     | Wales                     |
| Indien                    | 13:12                     | England                   |

### Spiel um Bronze
| Nation 1                  | Ergebnis                  | Nation 2                  |
| 5. August 2022, 12:00 Uhr | 5. August 2022, 12:00 Uhr | 5. August 2022, 12:00 Uhr |
| ------------------------- | ------------------------- | ------------------------- |
| Wales                     | 12:17                     | England                   |

### Finale
| Nation 1                  | Ergebnis                  | Nation 2                  |
| 5. August 2022, 12:00 Uhr | 5. August 2022, 12:00 Uhr | 5. August 2022, 12:00 Uhr |
| ------------------------- | ------------------------- | ------------------------- |
| Nordirland                | 18:50                     | Indien                    |